# Roland Juhász
Roland Juhász, född 1 juli 1983, är en ungersk fotbollsspelare som spelar för MOL Fehérvár. 
Han spelade för MTK Hungária FC från 1999 till 2005, då han skrev på för RSC Anderlecht i den belgiska ligan. Juhász debuterade i Anderlecht i en match mot Chelsea. Han har spelat 95 matcher och gjort sex mål för det ungerska landslaget.